# جيرار جوزيف
جيرار جوزيف (بالفرنسية: Gérard Joseph) (22 أكتوبر 1949 بهايتي - ) هو لاعب كرة قدم هايتي في مركز حراسة المرمى، شارك في كأس العالم 1974. وشارك مع منتخب هايتي لكرة القدم. أما مع النوادي، فقد لعب مع واشنطن ديبلومتس ونيويورك أبولو ‏ وRacing CH ‏.

## وصلات خارجية
- جيرار جوزيف على موقع الاتحاد الدولي (مؤرشف)  (الإنجليزية)
- جيرار جوزيف على موقع ناشيونال فوتبول تيمز (الإنجليزية)
- جيرار جوزيف على موقع Soccerway.com (الإنجليزية)
- جيرار جوزيف على موقع عالم كرة القدم.نت (الإنجليزية)